# Reza Ramezani

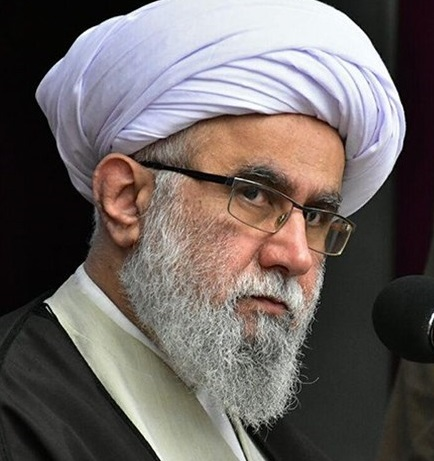
Reza Ramezani

Reza Ramezani (*  1963 in Rascht, Nordiran) ist ein imamitischer Geistlicher mit dem religiösen Titel Ajatollah. Er ist seit 2006 Mitglied des Expertenrats (Madschles-e Chebregân) in der Islamischen Republik Iran. Von 2009 bis August 2018 war er Leiter und Direktor des 2024 verbotenen Islamischen Zentrums Hamburg. Das Zentrum stand seit 1993 unter Beobachtung des Hamburger Verfassungsschutzes. Vor seiner Tätigkeit in Hamburg leitete er das Islamische Zentrum „Imam Ali“ Wien.

## Leben
Ramezani studierte an der theologischen Fakultät in Rascht, später in Maschhad. Zu seinen Lehrern zählen die Ajatollahs Sabzewari, Salehi, Saiedi, Rezazadeh und Mortazawi und der Philosoph Seyed Djalaluddin Aschtiani. In Ghom studierte er anschließend islamische Rechtswissenschaft und selbständige Rechtsfindung (idschtihād) bei den Ajatollahs Fadhil Lankarani, Wahid Khorasani, Makarem Schirasi, Jafar Subhani, Bahdjat Fumani und Madadi Khorasani, weiters die Fächer Exegese, Philosophie und Gnostik bei den Ajatollahs Allameh Djawadi Amoli, Allameh Hassanzadeh Amoli, Ansari Schirasi, Askari Gilani und Ahmad Beheschti. Anschließend promovierte er. Ramezani ist Verfasser zahlreicher Artikel und Schriften. Er ist verheiratet und lebt mit seiner Frau und seinen Kindern in Hamburg.

## Staatsdoktrin
Nach Auffassung des Bundesamtes für Verfassungsschutz verbreitet Ramezani „die schiitische Glaubenslehre und propagiert gleichzeitig die iranische Staatsdoktrin, nach der die Staatsgewalt nicht vom Volk ausgeht, sondern allein religiös legitimiert werden kann.“ So soll er sich selbst als unpolitisch, kooperativ und für eine moderate Islaminterpretation eintretend darstellen, tatsächlich aber „nach wie vor die Ideologie eines islamischen Gottesstaates nach iranischem Vorbild verbreiten.“